# オーイ! とんぼ
『オーイ!とんぼ』は、原作：かわさき健、作画：古沢優による日本の漫画作品。『週刊ゴルフダイジェスト』（ゴルフダイジェスト社）にて、2014年8月19・26日合併号から連載中。
鹿児島県のトカラ列島で育った天才ゴルフ少女・大井とんぼが、職を求めて島にたどり着いた元プロゴルファーの五十嵐に才能を見出され、競技ゴルフの世界へと羽ばたいていくスポーツ漫画である。
2024年9月時点でシリーズの累計発行部数は210万部を突破している。また、2016年には『週刊ゴルフダイジェスト』主催の「ゴルフダイジェストアワード2016」で「読者大賞」を受賞している。
メディアミックスとして、2024年4月から6月までテレビアニメの第1期（トカラ編）が全13話で放送された。第2期（九州女子選手権編）が同年10月より全13話で放送された。

## あらすじ

### トカラ編
中年の元プロゴルファー・五十嵐一賀は、ゴルフで不正を犯したためにプロ資格を剥奪された過去があった。五十嵐は職を得るために、はるばるフェリーで一晩かけて、鹿児島のトカラ列島の「火之島」へと転居してきた。
人口百数十人ほどしかいない『最高僻地5級地』の離島で、五十嵐が出会った中学生3年生の少女・大井とんぼは、幼いころに両親を事故で亡くし、親戚が引き取りを拒否してトラウマとなり、漁師をする祖父のゴンじいに引き取られた過去があった。
島には島民たちが自ら作り上げた3ホールのゴルフコースがあり、とんぼはたった1本の「父の形見の3番アイアン」で遊びながらゴルフを覚えており、曲芸のような打球を自由自在に繰り出す「個性的で自由奔放なゴルフ」に五十嵐は魅せられていく。
型にはまらないゴルフのままで、とんぼに『競技ゴルフ』をさせてみたいと思うようになった五十嵐は策をめぐらし、島の診療所のマドンナ・安谷屋洋子の姪で、同年代で九州ジュニアに優勝したという安谷屋つぶらを島に呼び寄せる。プロ志向のつぶらとの出会いを機に、外の世界に興味を持ったとんぼは、島を出て高校へ入学してゴルフをすることを決める。(第7巻、アニメ第13話まで)

### 九州女子選手権編
熊本の高校に入学したとんぼは、『武蔵塚ゴルフ練習場』のオーナーである有働九五郎の家に下宿して、レッスンプロの長男・有働はじめのレッスンを受けることになる。そこで、前年度の九州ジュニア優勝の一年先輩の音羽ひのきにも打ち解けたとんぼは、初めての競技ゴルフ「九州女子選手権」に出場し、7本のクラブで初日1位となり関係者を驚愕させる。
2日目の最終組でただ一人無名の新人とんぼは、九州ジュニア優勝の音羽ひのき、日本ジュニア優勝の安谷屋つぶら、元世界ジュニアチャンピオンのエマ・クリスと一緒の組となる。しかし、スコアを気にしないとんぼの破天荒なゴルフは、ことごとく裏目に出てスコアを大きく落としてしまう。
強風となった3日目、最終組の3人がスコアを崩す中で、最終組から外れたとんぼだけが風を苦にすることなく快進撃を続ける。残り数ホールでプレッシャーを感じるようになったとんぼだが、プレッシャーを正面から受け止め、最終組の追撃をしのいでトータル215で優勝を決める。(第14巻まで)

### 日本女子アマ選手権編
日本女子アマ選手権に参加するため、とんぼは「双雲寺」というお寺に宿泊することになる。その寺で「鳴寂」という名で坊主をしている女子・猪股幸は、傷害で少年院に入っていたがゴルフで更生し、48インチのドライバーを武器に、とんぼと一緒の組で日本女子アマ選手権に出場する。鳴寂の大胆ゴルフに引きずられ、初日のとんぼは48位、鳴寂は30位に終わる。
2日目は、互いに新しいテクニックを試合で試しながらのプレイをした結果、とんぼは6位タイ、鳴寂は19位タイとなる。3日目は、父親がキャディーの大賀茂小鴨と一緒の組となり、素振りをしない小鴨のスピードゴルフに翻弄されるも、小鴨のプレイを自分のものとし、とんぼは3位、鳴寂は4位と躍進する。
4日目の最終組になったとんぼは、女子アマ最強と言われる1位の築山嬉々、2位の安谷屋つぶらと共に周ることになる。序盤でキキが大きくスコアを崩し、上位6名による混戦となり最終ホールまで激戦が続き、つぶらが優勝を勝ち取り、1打差でとんぼとキキが2位となる。(第25巻まで)

### 日本ジュニアゴルフ選手権編
九州ジュニアゴルフ選手権に出場したとんぼは、2位に6打差をつけて優勝して、日本ジュニア選手権に進む。そんな中、とんぼは通学で一緒になった、料理人を目指してバイトに励んでいる高校生・瀬名一馬と友達付き合いを始める。
日本ジュニアゴルフ選手権の初日、とんぼは11位タイから発進する。往年のゴルファーのようなプレイから、目の肥えた重鎮ゴルファーたちの注目を集め、2日目ではトップに躍進。最終組となった3日目、2位のつぶらに4打差をつけて圧勝し、トータル201でとんぼは優勝する。(第27巻まで)

### ジュニアゴルフ・ワールドカップ編
つぶらと共に男女各6名の「日本代表チーム」に選抜されたとんぼは、世界を視野に入れた英会話でのコミュニケーションや、科学的なトレーニングを体験していく。それから半年後、トヨタジュニアゴルフ・ワールドカップが開催され、とんぼら日本代表チームも参加する。
八木小梅は才色兼備なアメリカ代表のマーガレットと対戦し、つぶらは騒々しいスペイン代表のガブリエラと対戦することになる。そしてとんぼは、賭けゴルフをしてゴルフを覚えたスペイン代表のデボラと対戦し、互いに「自由奔放なゴルフ」で競い合う。初日1位のタイとは一打差で、日本チームは2位。2日目には、タイとは2打差の2位と差を広げられる。
3日目、タイ代表のプリン、アメリカ代表のパティと対戦することになったとんぼは、メンバー全員が各チームで最下位同士ながら追撃を開始し、とんぼは前半29の本大会レコード記録を達成して、個人2位にまで浮上する。
最終日、1打差で追うタイチームに各自1打差ずつ勝つことを目標に、チーム世界一を目指して日本チームは奮闘するが、一進一退のまま終盤までもつれ込む。リカバリショットで手を痛めてしまったとんぼは、プレッシャーも重なり最終ホールのパットを外してしまい、タイの優勝となり日本は準優勝に終わる。(第36巻まで)

### 軽井沢ゴルフレディス編
軽井沢ゴルフレディスに出場することになったとんぼは、日本女子の強豪プロゴルファー達と対戦をすることになり、イップスに苦しんでいる古豪・朝菜ゆうな、これまで不遇のプロ生活を送ってきた夏目珠らと共にプレイすることになる。
とんぼは初日トップとなり、「期待の新人」として大きな注目を集める。しかし、キャディを務めた五十嵐の「プロ資格剥奪の過去」がマスコミに取り上げられて問題視され、観客の中傷を気にしたとんぼは大きくスコアを落としてしまう。
最終日、上位陣がひしめき合う中で、下宿先の有働家の長女・有働二子女と、調子を上げてきた夏目珠を抑えて、とんぼはアマチュアながら優勝を勝ち取る。(第45巻まで)

### 五十嵐プロテスト編
ワールドカップ編で知り合ったタイでコーチ業をしている日本人ダーウォの助言から、プロ復帰を目指す五十嵐はプロテストを受けるためタイへと飛ぶ。タイチームのコーチをしていた日本人女性アイの助けを借りて、タイでの衣食住をクリアしていくが、練習ホールでは五十嵐の技術をもってしても「タイのコース攻略のハードルは高い」と実感させられる。
日本語の通じるシングルマザー女性・ロムをキャディーに指名してプロテストに臨んだ五十嵐は、安定した「大人のゴルフ」を見せつけて初日・二日目連続で1位となる。しかし3日目、同伴プレイヤーのヒートの競争心に当てられた五十嵐は、大幅にスコアを落としてしまい、合格ラインギリギリのトータル+4となってしまう。
最終日、ヒートと、その双子の弟・クワイエットと共にプレイすることになった五十嵐は、追撃を開始していく。

### アジアパシフィック女子アマチュア選手権編
五十嵐はそのままタイに留まる形になり、タイに舞台を移してとんぼたちが参戦するトーナメントが開かれる。新しいキャラ、くるみも登場し当初は順当に試合が進められていたが、結果、タイ勢が軒並み失速し、つぶらが優勝し、オーガスタで行われる世界女子アマの権利を手に入れた。

## 登場人物

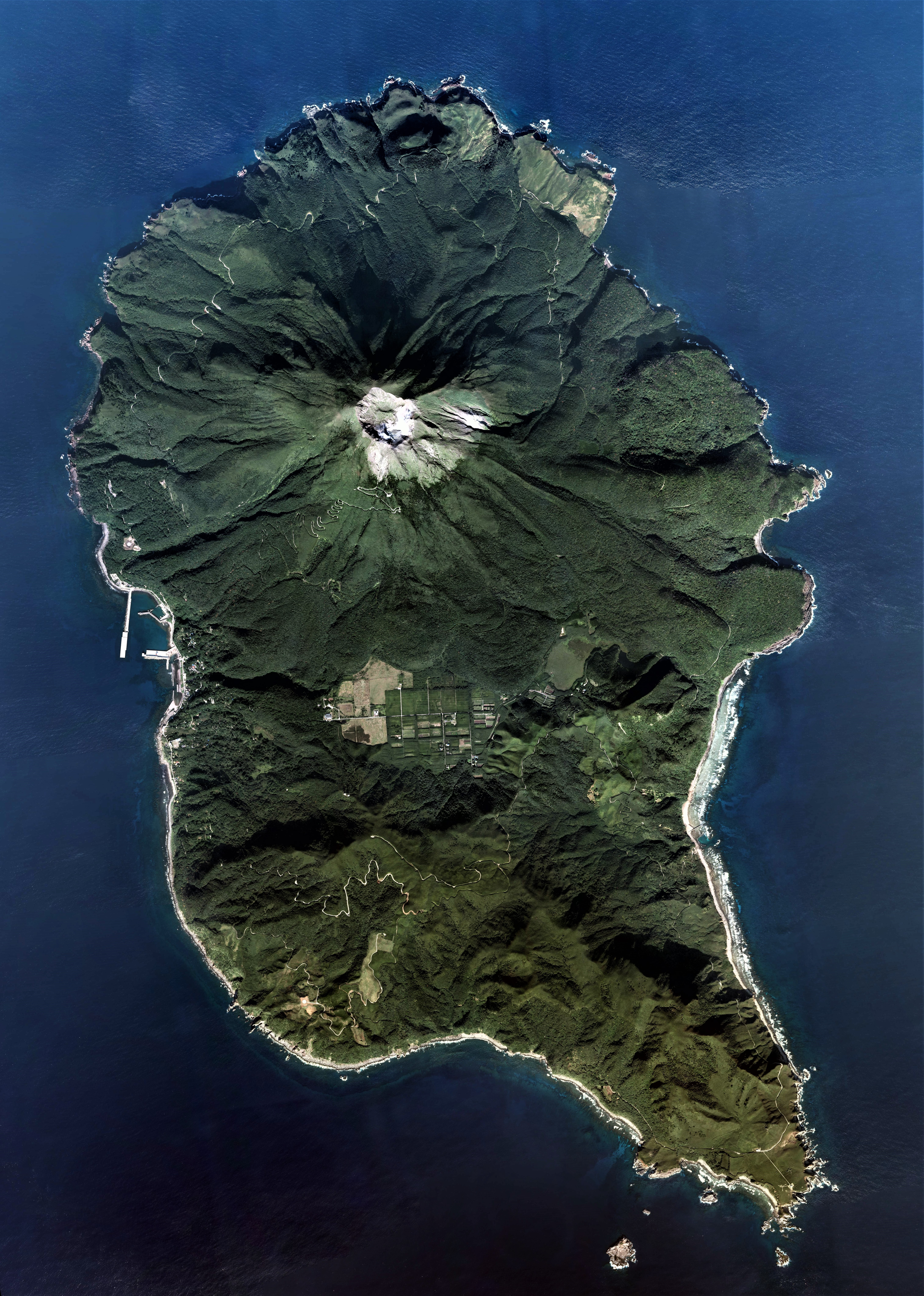
本作の舞台「火之島」のモデルとなった、鹿児島県の「中之島」の空中写真。

声の項はテレビアニメ版の声優。

### 主人公
大井 とんぼ（おおい とんぼ）
声 - はやしりか
本作の主人公で、(火ノ島居住時)中学3年生の少女、身長167cm。「やたー！」が口癖。クタが設計した島のゴルフコースで、我流のゴルフを覚えた。天真爛漫な性格をしているが、小学2年生時に両親がゴルフ場に行く道中の交通事故で死亡して落ち込んでいる時に、親戚一同が「自分の引き取り先を誰にするか」で揉めていたのを見て、本土に強い抵抗を感じる様になった。
五十嵐の尽力と、安谷屋つぶらの強い意志のあるゴルフと生き方を見て、次第に外の世界に興味を持つようになっていく。中学校卒業後に島を離れ、熊本市内のゴルフ練習場の経営者宅に住み込みし、市内の高校に通いながらプロゴルファーを目指すようになる。ジュニア育成の訓練生。
スロースターターであり、初日〜2日目は調子が上がらず、3日目以降から追撃することが多い。
親代わりのゴンじいと家来のワタルの死により、馬車馬のように働いて、気を紛らわせようとしており、いささか情緒も不安定になりつつある模様。
五十嵐 一賀（いがらし かずよし） / イガイガ
声 - 東地宏樹
元プロゴルファー。ヤクザと賭けゴルフをした際に、予想外の高額レートだったことから迷った挙句に数百万円を受け取ってしまい、それがバレてプロ資格を剥奪される。TVアニメでは、シーズンに進退がかかる後輩から八百長を持ちかけられ、五十嵐は断ったものの、プレー中にミスショットをしてしまい、引退を免れた後輩は謝礼として五十嵐の預金口座に百万円を送金し、五十嵐は即座に返金せず数日放置、この出来事が協会に露見した……という経緯に変更されている。
妻子持ちだったが、プロ資格剥奪を機に離婚している。その後、まともな職に就くことができず、トカラ島の求人を見て飛びついて採用面接する前なのに引っ越してきた。
とんぼのゴルフに驚き、その自由奔放なゴルフのままで競技ゴルフをさせてみたいと思うようになった。それまで一般人へのレッスンは頑なにしてこなかったが、実は論理的な指導力の持ち主であり、とんぼには自分のやり方を押し付けようとせず、とんぼの良さを活かす指導を行っている。
息子がゴルフに興味を持ち始めた際に、ろくに教えもしなかった上に、息子の努力をないがしろにする発言をしたため、息子とも距離が出来てしまい絶縁してしまった。成り行きでとんぼの師匠になったが、ゴルフ指導を通して父親のやり直し(とんぼの父親代わりとして)を重ねている。

### 九州女子選手権
安谷屋 円（あだにや つぶら）
声 - 喜多村英梨
安谷屋洋子の姪。昨年の熊本女子の優勝者で、日本ジュニアの優勝者でもある。とんぼに似た天真爛漫な性格であるが、プロ志向が強く、世界で活躍して父親に恩返しがしたいと思っている。基本的には安定した堅実なゴルフであり、大きくスコアを崩すことが少ない。
本来グレートワンパターンと五十嵐に言われ、底力でじわじわ成績を伸ばしていくプレースタイルであるが、冷静に描かれ過ぎたところもあり、とんぼと同じくキャラクターがブレ始めてきている。
音羽 ひのき
声 - 石川由依
とんぼと同じ高校に通う一年先輩で、同じ『武蔵塚ゴルフ練習場』のレッスン生。一昨年の九州女子の優勝者であり、最初のうちは昨年の優勝者であるつぶらをライバル視していた。ゴルフで上を目指す動機としては、失踪した母を呼び戻すことも含まれている。
父親から過度な期待を受けており、それがプレッシャーになっている。試合で不正をしてしまい、自分が不正をしたことを勇気を出して表彰式前に告白した。最近はなかなか上位に上がることが叶わず、日々コーチである有働一から教えを受けている。
とんぼに刺激を受けて、プロを目指している。また、とんぼの精神的危機をサポートしようともしている。
エマ・クリス
声 - 井上麻里奈
ハーフの元世界ジュニアチャンピオンだったが、ワニに襲われて左足を負傷。手術後とリハビリ後に、左利きに転向した。
ゴルフが出来ること自体に喜びと感謝を忘れない苦労人。ひのきと同じくプロを目指したが･･････。

### 日本女子アマ選手権
猪股 幸 / 鳴寂
「双雲寺」というお寺で「鳴寂(めいじゃく)」という名で尼僧修行をしている。家庭内暴力の父親を刺して傷害罪で少年院に入っていたが、双雲寺の和尚の勧めからゴルフを始めて更生した。48インチのドライバーを武器に、誰よりも飛ばすゴルフを信条にしている。当初は和尚も普通のゴルファーとして一人前になってくれれば、と思っていたが、とんぼや五十嵐からアドバイスを受け刺激を受けたことで才能が開花しつつある。日本女子アマ選手権の1~2日目に、とんぼと一緒の組になった。
大賀茂 小鴨（おおがも こがも）
小学生ないし中学生にも見える容姿だが、20歳の成人女性。日本女子アマ選手権の3日目に、とんぼと一緒の組になった。「さっさと打て」と言うコーチ兼キャディーを勤める父の(小吉)教えにより、素振りもせずに打つため非常にテンポが早い。体格のハンデを持ちつつも決して諦めないタフな一面も持つ。
築山 嬉々
日本の女子アマ界において最強の選手。日本女子アマ選手権以外のすべての大会で勝利を飾っており、日本女子アマ選手権の奪取を狙っている。裕福な家の生まれ。ゴルフに対して極めてストイックな面を持つ。と同時に技術も優れており、バランスの取れた好選手。現在のところは世界を舞台にゴルフ場の設計をしたいという夢を持ち、日々精進している。

### ジュニアゴルフ・ワールドカップ編
八木 小梅
日本代表チームの仲間。とんぼ＆つぶらより1学年上の高校3年生。高校ゴルフ選手権の春季大会優勝。難病の弟がおり、彼の存在が小梅のモチベーションに繋がっている。それにつらなる夢として世界に出ずに日本でプロ活動をして、将来は30歳で引退してイケメンと結婚する、家族みんなが広々と暮らせる邸宅を持ちたいと思っている。一見すると地味ながらも、かなりの実力派。研究熱心な弟から教わった事柄と、よく練られた頭脳的ゴルフが得意。ウッドの数が多く、8本を採用している。やや誇張された東北秋田訛りで喋る。現時点で、夢を叶える最初のハードルを越えた。
マーガレット・ペイジ
アメリカ代表のTOP選手。容姿端麗で身体能力が優れている。ドラコン大会で1位になったが、単に飛ばすだけではないオールラウンドプレイヤー。世界的なゴルフプレーヤーを目指す存在として描かれている。1〜2日目の小梅の対戦相手。宿泊先では、我慢した末に放屁をしたところ、出会した小梅が被害を受けた事件が発生した。
ガブリエラ・エレーラ
スペイン代表の中心選手。極端な程に負けず嫌いで情熱的な性格である。しかし、体力面に難があり、持久力の弱さから後半で失速する。1〜2日目のつぶらの対戦相手。
デボラ・レオン
スペイン代表。貧困農家の出身。子供時代に近所のゴルフコースに忍び込んでゴルフを覚えた。小遣い稼ぎに賭けゴルフをして実力をつけたが、対戦相手と揉めた末に利き手の人指し指を負傷し骨折。これにより、独特の構え方を覚えた為、とんぼのゴルフに似ており、既存のフォームに拘らない。1〜2日目のとんぼの対戦相手。ゴルフを覚えた由来から、スコアを伸ばすのに賭け事になぞらえてしまう癖がある。
プリチャ・シャルニーボン
タイ代表。愛称は、「プリン」。大の読書好き且つ父の教育から心理学に長けている。心身のコントロールや的確な戦い方が巧く、精神的な強さとノウハウを持つゴルファーとして描かれる。3～4日目のとんぼの対戦相手。
アイ
元日本人のタイ代表のコーチ。本名は、「ウンスマッリン・ ラープラタナポーン・ティーラポーン」。的確なコントロールの仕方を伝える指導方法が巧く、「プリン」の師匠も兼ねている。初対面から、とんぼのコーチであるイガイガに好意を寄せているが、元男性である。
マニーラット・ムサクンラット
愛称は、「マニー」。フィジカルを鍛え上げた飛ばし屋タイプ。男子並みに飛ばせるパワープレイヤー。幼少期から父親にトレーニングを強要されていた。学校にも足にウェイトを付けて通わされていたことから、その点においてコンプレックスを抱えている。3～4日目の小梅の対戦相手。

### 軽井沢ゴルフレディス編
朝菜 ゆうな
過去17回の勝利をした古豪であるが、現在はイップスに苦しんでいる。とんぼのプレーからヒントを得ていく。
良き婚約者に恵まれているが、状況的に「年齢的にそろそろ限界であり、結婚するか別れるか」、つまり結婚を取るかゴルフを取るか、という状況であった。結果、優勝したらそれを契機に結婚しよう、と動機づけを行って試合に臨む。
夏目 珠
高校時代から研修生に至るまでなかな芽が出ず、ようやくプロテストに合格。その後も不遇のゴルフ人生を送ってきた反動か、ネガティブな思考になりがちであったが･･････。
原 花英莉
アメリカツアーで優勝したこともある実力者。モデルは、名前を入れ替えただけの「原英莉花」と思われる。

### 五十嵐プロテスト編
ロム
五十嵐のキャディ。かつて日本人と結婚して、日本で暮らしていたことがあるが、継母とうまくいかず離婚。シングルマザーとして、一人息子と共に暮らしている。大人なゴルフをする五十嵐に惹かれている。
ヒート
五十嵐とプロテストで同じ組になった。不安を感じることがなく、攻撃的なプレイが特徴。
クワイエット
ヒートの双子の弟。幼い頃に養子に出されて、金持ちの家で裕福に育つ。

### トカラの人々
大井 権三（おおい ごんざ） / ゴンじい
声 - 青森伸
とんぼの父方の祖父であり保護者。息子夫婦の事故死後、とんぼを引き取り育てた。火之島で漁師をしている。強面だが優しい性格をしている。ちなみに登場時、妻と死別している設定であった。唐突かつとつぜん遭難したワタルを助けようとし、帰らぬ人に。一瞬の出来事であった。その死により、存在の大きさをまざまざと見せつけた形にもなった。
満島 セツ / セツばあ
声 - 有馬瑞香
権三の幼馴染だが、権三と夫婦関係ではない。火之島で民宿を営んでいる。その民宿をとんぼが手伝っていた。
安谷屋 洋子（あだにや ようこ） / マドンナ
声 - 舞羽美海
沖縄本島出身で、つぶらの叔母である。火之島の診療所で看護師を勤めており、島内の男性からは絶大な人気を誇る。登場時は、40代で未婚であった。過去に何らかの理由で腹部に手術を受け、妊娠できなくなったことにより結婚を断念している。風評被害から故郷を捨て、火之島にやって来た。後にブンペイから猛烈なアタックを受けて、最終的にプロポーズをOKし、文平洋子となる。
文平 理 / ブンペイ
声 - 榎木淳弥
火之島の十島村職員で、ゴルフ仲間の青年。洋子に惚れておりアタックしているが、なかなか告白に至らずもついに告白し、それを受けた洋子の告白により彼女が妊娠できない事実を知るが、母の助言もあって結婚を決め、洋子と所帯を持つことになった。ゴンじいの死去により、とんぼに仕送りをするようになった。
肥後 亘 / ワタル
声 - 関根有咲
島の小学生の少年。とんぼに惚れており、とんぼに認めてもらおうとゴルフにのめり込む。小学生にしてはゴルフの筋が良く、とんぼ同様の自由本坊なゴルフをするようになる。高校に入学したとんぼに好意を寄せるボーイフレンドが出来たことにショックを受ける。手に無数のマメを持つまでにゴルフの練習に打ち込んでいた。
無謀な行動により、助けに来たゴンじいを巻き込む。
クタ
声 - 宝亀克寿
悪礫島に住んでいる70代の老人。嘗て火之島のゴルフコースを設計した人物であり、悪礫島にも1つだけゴルフコースを作っている。過去ゴルフ専門の写真家をしていたが、人の多さを避けるためにトカラに移住した。火之島よりも人口のない悪礫島の中でも、さらに奥地に住んでおり変り者扱いされているが、社交的な性格である。とんぼの心身面に影響を与えた。悪礫島のモデルは、「悪石島」であると思われる。
この作品にしては珍しく、再登場を果たす。

### 有働家
有働 九五郎（きゅうごろう）
声 - 楠見尚己
武蔵塚ゴルフ練習場のオーナー。56歳。豪快な性格をしている。九州ゴルフ界では重鎮。外車が好き。
有働 八々（やや）
声 - 武隈史子
有働家の母。55歳。肝っ玉母ちゃん。アニマル柄の派手なシャツを着ている。武蔵塚ゴルフ練習場を陰で支えている。
有働 一（はじめ）
声 - 花輪英司
有働家の長男。31歳。レッスンプロ。本来、類い希な才能に恵まれるも、イップスによって引退を余儀なくされた。指導力には定評があり、五十嵐も信頼している。とんぼの自由奔放なゴルフをそのままにしたいと思うがうまくアドバイスを出せず、とんぼの理解者である五十嵐にレッスンを任せることにした。音羽ひのきのコーチでもある。
有働 二子女（にこめ）
声 - 藤原夏海
有働家の長女。27歳。シード5年目のツアープロ。予選落ちが多かったが、とんぼがキャディーとなりアドバイスをしたところ、迷いを吹っ切り好スコアを出せるようになった。面倒見が良く、女子プロの間でも評判が高く、試合で緊張した場をうまく和らげることもできるムードメーカー。人生の煉獄で落ち込んだ体になったとんぼの悲しみを深く理解している一人と思われる。

## 制作背景
原作者のかわさき健によると、とんぼはスコアやスイング作りや結果にとらわれずに「純粋にゴルフを楽しんで」おり、「自分にとって理想のゴルファー像」が描かれている。かわさきは本作について、ゴルフ漫画だがゴルフ漫画ではなく、題材がたまたまゴルフと話している。作画の古沢優と作品作りにおいて「漫画として面白いものを描きたい」と話したところ、作中でゴルフに触れられていない回が存在する。
作画の古沢によると、本作は「それぞれのキャラクターが生き生きとしているのが魅力」である。かわさきの原作は常にキャラクター作りに心血を注ぎ書かれているため、古沢は「絵でその個性をしっかりと表現できるように心がけて」、特に登場人物の表情に力をこめて制作している。

## 書誌情報
- かわさき健（原作）・古沢優（作画） 『オーイ!とんぼ』 ゴルフダイジェスト社〈ゴルフダイジェストコミックス〉、既刊57巻（2025年7月1日現在）
  1. 2016年5月30日発売[4]、ISBN 978-4-7728-1150-7
  2. 2016年5月30日発売[4]、ISBN 978-4-7728-1151-4
  3. 2016年8月8日発売[12]、ISBN 978-4-7728-1152-1
  4. 2016年11月9日発売[13]、ISBN 978-4-7728-1153-8
  5. 2017年2月7日発売[14]、ISBN 978-4-7728-1154-5
  6. 2017年4月28日発売[15]、ISBN 978-4-7728-1155-2
  7. 2017年7月18日発売[16]、ISBN 978-4-7728-1156-9
  8. 2017年7月18日発売[16]、ISBN 978-4-7728-1157-6
  9. 2017年10月16日発売[17]、ISBN 978-4-7728-1158-3
  10. 2017年12月26日発売[18]、ISBN 978-4-7728-1159-0
  11. 2018年3月19日発売[19]、ISBN 978-4-7728-1160-6
  12. 2018年5月29日発売[20]、ISBN 978-4-7728-1161-3
  13. 2018年8月10日発売[21]、ISBN 978-4-7728-1162-0
  14. 2018年11月1日発売[22]、ISBN 978-4-7728-1163-7
  15. 2018年12月28日発売[23]、ISBN 978-4-7728-1164-4
  16. 2019年3月1日発売[24]、ISBN 978-4-7728-1165-1
  17. 2019年4月27日発売[25]、ISBN 978-4-7728-1166-8
  18. 2019年7月1日発売[26]、ISBN 978-4-7728-1167-5
  19. 2019年9月2日発売[27]、ISBN 978-4-7728-1168-2
  20. 2019年11月1日発売[28]、ISBN 978-4-7728-1169-9
  21. 2019年12月28日発売[29]、ISBN 978-4-7728-1170-5
  22. 2020年2月29日発売、ISBN 978-4-7728-1171-2
  23. 2020年5月1日発売[30]、ISBN 978-4-7728-1172-9
  24. 2020年7月1日発売[31]、ISBN 978-4-7728-1173-6
  25. 2020年9月1日発売[32]、ISBN 978-4-7728-1174-3
  26. 2020年11月1日発売[33]、ISBN 978-4-7728-1175-0
  27. 2020年12月28日発売[34]、ISBN 978-4-7728-1176-7
  28. 2020年12月28日発売[34]、ISBN 978-4-7728-1177-4
  29. 2021年3月1日発売[35]、ISBN 978-4-7728-1178-1
  30. 2021年5月1日発売[36]、ISBN 978-4-7728-1179-8
  31. 2021年5月1日発売[36]、ISBN 978-4-7728-1180-4
  32. 2021年7月1日発売[37]、ISBN 978-4-7728-1181-1
  33. 2021年9月1日発売[38]、ISBN 978-4-7728-1182-8
  34. 2021年9月1日発売[38]、ISBN 978-4-7728-1183-5
  35. 2021年11月1日発売[39]、ISBN 978-4-7728-1184-2
  36. 2021年12月27日発売[40]、ISBN 978-4-7728-1185-9
  37. 2022年3月1日発売[41]、ISBN 978-4-7728-1186-6
  38. 2022年4月30日発売[42]、ISBN 978-4-7728-11873
  39. 2022年7月31日発売[43]、ISBN 978-4-7728-1188-0
  40. 2022年9月1日発売[44]、ISBN 978-4-7728-1189-7
  41. 2022年11月1日発売[45]、ISBN 978-4-7728-1190-3
  42. 2022年12月28日発売[46]、ISBN 978-4-7728-1191-0
  43. 2023年3月1日発売[47]、ISBN 978-4-7728-1192-7
  44. 2023年5月1日発売[48]、ISBN 978-4-7728-1193-4
  45. 2023年6月30日発売[49]、ISBN 978-4-7728-1194-1
  46. 2023年9月1日発売[50]、ISBN 978-4-7728-1195-8
  47. 2023年11月1日発売[51]、ISBN 978-4-7728-1196-5
  48. 2023年12月27日発売[52]、ISBN 978-4-7728-1197-2
  49. 2024年3月1日発売[53]、ISBN 978-4-7728-1198-9
  50. 2024年5月1日発売[54]、ISBN 978-4-7728-1199-6
  51. 2024年7月1日発売[55]、ISBN 978-4-7728-1200-9
  52. 2024年9月2日発売[56]、ISBN 978-4-7728-1201-6
  53. 2024年11月1日発売[57]、ISBN 978-4-7728-1202-3
  54. 2024年12月27日発売[58]、ISBN 978-4-7728-1203-0
  55. 2025年3月1日発売[59]、ISBN 978-4-7728-1204-7
  56. 2025年5月1日発売[60]、ISBN 978-4-7728-1205-4
  57. 2025年7月1日発売[61]、ISBN 978-4-7728-1206-1

## テレビアニメ
2024年4月から6月までテレビ東京系列ほかにて第1期が放送された。第2期は第1期の最終回放送後に制作が発表され、同年10月より2025年1月まで放送された。
原作との違い
五十嵐がプロ資格を剥奪された理由は、原作ではヤクザとの賭けゴルフが原因であったが、アニメ版では後輩ゴルファーから八百長でスコアをわざと落とすように依頼されたことに起因している。五十嵐は不正に協力するつもりはなかったものの、普段ならしないようなパットミスをしてしまう。その後、後輩から100万円が銀行振込され、一週間逡巡した後に五十嵐は全額返金したものの、メディアによってこの件が明るみに出てしまい、双方がプロ資格剥奪となった。アニメ25話では、音羽ひのきのゲームプレイ不正告白後が異なる。原作では、ひのきを連れてトカラに帰省するが、アニメは、連れて行く描写が無い。

### スタッフ
- 原作 - かわさき健[8]
- 作画 - 古沢優[8]
- 連載 - 週刊ゴルフダイジェスト
- 企画 - 木元準久、石井紹良、丸茂礼（テレビ東京）、藤田大輔、山崎久留美、木村玄一、内田久善、釜秀樹、沢辺伸政、佐藤龍伸、大田圭二、小西啓介、石神類
- エグゼクティブプロデューサー - 久保雅一
- チーフプロデューサー - 松浦真也、吉田秀郎、紅谷佳和（テレビ東京）
- プロデューサー - 笠原誠、村松紗也子（テレビ東京）、森下勝司
- シリーズ構成・脚本 - 広田光毅[7]
- キャラクターデザイン・総作画監督 - 武内啓[7]
- 色彩設計 - 近藤直登[7]
- 美術監督 - 荒井和浩[7]
- 撮影監督 - 石山智之[7]
- 編集 - 渡辺直樹
- CGディレクター - 服部恵大[7]
- 3DCG制作 - SMDE[7]
- 音響監督 - 三間雅文[7]
- 音楽 - 戸田信子[7]
- 音楽プロデューサー - 大隈啓良
- 音楽制作 - 小学館ミュージック&デジタル エンタテイメント
- アニメーション制作統括 - 井上たかし
- アニメーションプロデューサー - 引田崇人
- アニメーション制作 - OLM Division 2
- 監督 - オ ジング（오진구）[7]
- 製作 - オーイ! とんぼ製作委員会、テレビ東京

### 主題歌
「羽ばたけ」
Sacra e soleによる第1期オープニングテーマ。作詞は川人雅代、作曲はオバタコウイチ、編曲は小西貴雄。
「Let’s Swing」
TOKYO GROOVE JYOSHI featuring 大井とんぼ（はやしりか）による第1期エンディングテーマ。作詞はDragonfly、作曲・編曲は柴田敏孝。
「Seven pieces」
Sacra e soleによる第2期オープニングテーマ。作詞はかわさき健、作曲はオバタコウイチ、編曲はGIRA MUNDO。
「勝ちたくなっちゃったね」
TOKYO GROOVE JYOSHIによるエンディングテーマ。作詞はDragonfly、作曲・編曲は柴田敏孝。
オリジナル・サウンドトラック（第1期と第2期のBGM集）が2024年12月25日（水）に発売された。

### 各話リスト
| 話数   | サブタイトル                    | 絵コンテ           | 演出       | 作画監督                                                                  | 初放送日      |       |       |       |       |       |       |       |       |       |       |       |       |       |       |       |       |       |       |       |
| 第1期  | 第1期                           | 第1期              | 第1期      | 第1期                                                                     | 第1期         | 第1期 | 第1期 | 第1期 | 第1期 | 第1期 | 第1期 | 第1期 | 第1期 | 第1期 | 第1期 | 第1期 | 第1期 | 第1期 | 第1期 | 第1期 | 第1期 | 第1期 | 第1期 | 第1期 |
| ------ | ------------------------------- | ------------------ | ---------- | ------------------------------------------------------------------------- | ------------- | ----- | ----- | ----- | ----- | ----- | ----- | ----- | ----- | ----- | ----- | ----- | ----- | ----- | ----- | ----- | ----- | ----- | ----- | ----- |
| 第1話  | とんぼと3番アイアン             | オ ジング          | 新開彩絵   | 寺澤伸介 東田菜奈                                                         | 2024年 4月6日 |       |       |       |       |       |       |       |       |       |       |       |       |       |       |       |       |       |       |       |
| 第2話  | 3鉄の秘密                       | 新開彩絵           | 新開彩絵   | パク スノク チェ ヒョンシク                                               | 4月13日       |       |       |       |       |       |       |       |       |       |       |       |       |       |       |       |       |       |       |       |
| 第3話  | ウェッジと後悔                  | もりたけし         | 邱明哲     | 袁东 毛祺 邱明哲 Fusion Studio STUDIO CL                                  | 4月20日       |       |       |       |       |       |       |       |       |       |       |       |       |       |       |       |       |       |       |       |
| 第4話  | お刺身ショット                  | 川崎逸朗           | オ ジング  | 袁东 毛祺 邱明哲 Fusion Studio STUDIO CL                                  | 4月27日       |       |       |       |       |       |       |       |       |       |       |       |       |       |       |       |       |       |       |       |
| 第5話  | お前のはゴルフじゃない          | 川崎逸朗           | 城相太     | 鈴木伸一 安斉佳恵 榎本彩芽 清田華穂 渡邉真尋 野上真也 小林ゆかり 斎藤真珠 | 5月4日        |       |       |       |       |       |       |       |       |       |       |       |       |       |       |       |       |       |       |       |
| 第6話  | 沖縄からのライバル!?            | もりたけし         | 金元会     | キム ガンウォン キム ジョンウ                                             | 5月11日       |       |       |       |       |       |       |       |       |       |       |       |       |       |       |       |       |       |       |       |
| 第7話  | グレートワンパターン            | オ ジング 新開彩絵 | 新開彩絵   | 寺澤伸介 東田菜奈 藤田和行                                                | 5月18日       |       |       |       |       |       |       |       |       |       |       |       |       |       |       |       |       |       |       |       |
| 第8話  | 幻のホール                      | もりたけし         | 神谷マキ   | 鎌田耕一 飯飼一幸 服部益美 南伸一郎                                       | 5月25日       |       |       |       |       |       |       |       |       |       |       |       |       |       |       |       |       |       |       |       |
| 第9話  | いざ、悪礫島へ                  | 川崎逸朗           | 江島泰男   | Kim Suho Lee Seongjae                                                     | 6月1日        |       |       |       |       |       |       |       |       |       |       |       |       |       |       |       |       |       |       |       |
| 第10話 | 名ホールの条件                  | もりたけし         | 金元会     | パク・ソンファ キム・ジョンウ                                             | 6月8日        |       |       |       |       |       |       |       |       |       |       |       |       |       |       |       |       |       |       |       |
| 第11話 | 答えのないライン                | 川崎逸朗           | 角原勇輝   | 鈴木伸一 蕭宇庭 杜林桂                                                    | 6月15日       |       |       |       |       |       |       |       |       |       |       |       |       |       |       |       |       |       |       |       |
| 第12話 | 真っ直ぐな気持ち                | オ ジング          | 月野正志   | 羽野広範 リバイバル Big Owl                                               | 6月22日       |       |       |       |       |       |       |       |       |       |       |       |       |       |       |       |       |       |       |       |
| 第13話 | いってきます！                  | 新開彩絵           | 新開彩絵   | 寺澤伸介 東田菜奈 藤田和行 鈴木信一 小宮山由美子                          | 6月29日       |       |       |       |       |       |       |       |       |       |       |       |       |       |       |       |       |       |       |       |
| 第2期  |                                 |                    |            |                                                                           |               |       |       |       |       |       |       |       |       |       |       |       |       |       |       |       |       |       |       |       |
| 第14話 | この島が好き ゴルフも大好き！   | -                  | オ ジング  | -                                                                         | 10月5日       |       |       |       |       |       |       |       |       |       |       |       |       |       |       |       |       |       |       |       |
| 第15話 | とんぼ、コースデビュー！        | もりたけし         | 日下部優樹 | 鈴木伸一 桝井一平 Han Sung Hui 杜林桂                                     | 10月12日      |       |       |       |       |       |       |       |       |       |       |       |       |       |       |       |       |       |       |       |
| 第16話 | イガイガからの餞別              | もりたけし         | 神谷マキ   | 白石悟 鎌田耕一 森悦史 飯飼一幸                                           | 10月19日      |       |       |       |       |       |       |       |       |       |       |       |       |       |       |       |       |       |       |       |
| 第17話 | 開幕！九州女子選手権            | もりたけし         | 金元会     | キム ジョンウ パク スノク パク ジュン                                     | 10月26日      |       |       |       |       |       |       |       |       |       |       |       |       |       |       |       |       |       |       |       |
| 第18話 | 生涯の平均ストローク            | もりたけし         | 池田重隆   | 佐藤陵 鈴木信一 東田菜奈 藤田和行 イ ビョンソク                           | 11月2日       |       |       |       |       |       |       |       |       |       |       |       |       |       |       |       |       |       |       |       |
| 第19話 | ライバルはタイトルホルダー      | 川崎逸朗           | 角原勇輝   | 鈴木伸一 増田敏彦                                                         | 11月9日       |       |       |       |       |       |       |       |       |       |       |       |       |       |       |       |       |       |       |       |
| 第20話 | ビックリ箱のゴルフ              | もりたけし         | 神谷マキ   | 鎌田耕一 飯飼一幸 南伸一郎                                                | 11月16日      |       |       |       |       |       |       |       |       |       |       |       |       |       |       |       |       |       |       |       |
| 第21話 | 翻弄する風                      | もりたけし         | 江島泰男   | 羅裕敏 金水湖                                                             | 11月23日      |       |       |       |       |       |       |       |       |       |       |       |       |       |       |       |       |       |       |       |
| 第22話 | ひのきの葛藤                    | もりたけし         | 清水明     | 鈴木伸一 桝井一平 杜林桂                                                  | 11月30日      |       |       |       |       |       |       |       |       |       |       |       |       |       |       |       |       |       |       |       |
| 第23話 | 初めてのプレッシャー            | 川崎逸朗           | 月野正志   | 羽野広範 関鵬 過淑齢 陳洁琼 Big Owl                                       | 12月7日       |       |       |       |       |       |       |       |       |       |       |       |       |       |       |       |       |       |       |       |
| 第24話 | とんぼ、ホールアウト            | 川崎逸朗           | 神谷マキ   | 白石悟 鎌田耕一 森悦史 飯飼一幸                                           | 12月14日      |       |       |       |       |       |       |       |       |       |       |       |       |       |       |       |       |       |       |       |
| 第25話 | 勝者と勇気                      | 川崎逸朗           | 新開彩絵   | キム・ジョンウ パク・スノク ホ・ジェヨン                                  | 12月21日      |       |       |       |       |       |       |       |       |       |       |       |       |       |       |       |       |       |       |       |
| 第26話 | とんぼの挑戦 九州のヒロインたち | -                  | オ ジング  | -                                                                         | 2025年 1月4日 |       |       |       |       |       |       |       |       |       |       |       |       |       |       |       |       |       |       |       |

### 放送局
| 放送期間                | 放送時間                     | 放送局                                       | 対象地域・備考                                              |
| ----------------------- | ---------------------------- | -------------------------------------------- | ----------------------------------------------------------- |
| 2024年4月6日 - 6月29日  | 土曜 10:00 - 10:30           | テレビ東京（製作局）ほか テレビ東京系列全6局 | 北海道・関東広域圏・愛知県・ 大阪府・岡山県・香川県・福岡県 |
| 2024年4月9日 - 7月2日   | 火曜 0:30 - 0:59（月曜深夜） | BSテレ東                                     | 製作参加 / BS/BS4K放送                                      |
| 2024年4月17日 - 7月10日 | 水曜 1:24 - 1:54（火曜深夜） | 高知放送                                     | 高知県                                                      |
| 2024年4月19日 - 7月12日 | 金曜 0:05 - 0:35（木曜深夜） | テレビ和歌山                                 | 和歌山県                                                    |
|                         | 金曜 2:07 - 2:37（木曜深夜） | 鹿児島讀賣テレビ                             | 鹿児島県                                                    |
| 2024年4月20日 - 7月13日 | 土曜 8:30 - 9:00             | 奈良テレビ                                   | 奈良県                                                      |
| 2024年5月5日 - 8月11日  | 日曜 7:00 - 7:30             | BS松竹東急                                   | BS放送                                                      |
| 2024年7月7日 - 10月6日  | 日曜 8:30 - 9:00             | テレビ熊本                                   | 熊本県                                                      |

| 配信開始日    | 配信時間           | 配信サイト |
| ------------- | ------------------ | --- |
| 2024年4月6日  | 土曜 10:30 更新    | ABEMA U-NEXT アニメ放題 |
| 2024年4月11日 | 木曜 10:30 更新    | Amazon Prime Video dアニメストア （本店・ニコニコ支店・for Prime Video） DMM TV FOD Hulu Lemino TVer ・ ネットもテレ東 アニメタイムズ バンダイチャンネル Google TV music.jp VIDEX YouTube カンテレドーガ ニコニコチャンネル ビデオマーケット ムービーフルPlus |
|               | 木曜 12:00 更新    | ふらっと動画 HAPPY!動画 |
|               | 木曜 22:00 - 22:30 | ニコニコ生放送 |
| 2024年4月12日 | 金曜 0:00 更新     | J:COM STREAM milplus TELASA |

| 放送期間                       | 放送時間                     | 放送局                                       | 対象地域・備考                                              |
| ------------------------------ | ---------------------------- | -------------------------------------------- | ----------------------------------------------------------- |
| 2024年10月5日 - 2025年1月4日   | 土曜 10:00 - 10:30           | テレビ東京（製作局）ほか テレビ東京系列全6局 | 北海道・関東広域圏・愛知県・ 大阪府・岡山県・香川県・福岡県 |
| 2024年10月8日 - 2025年1月7日   | 火曜 0:30 - 0:59（月曜深夜） | BSテレ東                                     | 製作参加 / BS/BS4K放送                                      |
| 2024年10月11日 - 2025年1月10日 | 金曜 2:07 - 2:37（木曜深夜） | 鹿児島讀賣テレビ                             | 鹿児島県                                                    |
| 2024年10月13日 - 2025年1月12日 | 日曜 8:30 - 9:00             | テレビ熊本                                   | 熊本県                                                      |
| 2024年10月18日 - 2025年1月17日 | 金曜 17:00 - 17:30           | テレビ和歌山                                 | 和歌山県                                                    |
| 2024年10月19日 - 2025年1月11日 | 土曜 8:30 - 9:00             | 奈良テレビ                                   | 奈良県                                                      |
| 2024年11月17日 - 2025年2月9日  | 日曜 7:00 - 7:30             | BS松竹東急                                   | BS放送                                                      |

| 配信開始日     | 配信時間           | 配信サイト |
| -------------- | ------------------ | --- |
| 2024年10月5日  | 土曜 10:30 更新    | ABEMA U-NEXT アニメ放題 |
| 2024年10月10月 | 木曜 10:30 更新    | Amazon Prime Video dアニメストア（本店・ニコニコ支店・for Prime Video） DMM TV FOD Hulu Lemino TVer・ネットもテレ東 アニメタイムズ バンダイチャンネル Google TV music.jp VIDEX YouTube カンテレドーガ ニコニコチャンネル ビデオマーケット ムービーフルPlus |
|                | 木曜 12:00 更新    | ふらっと動画 HAPPY!動画 |
|                | 木曜 22:00 - 22:30 | ニコニコ生放送 |
| 2024年10月11日 | 金曜 0:00 更新     | J:COM STREAM milplus TELASA |

| テレビ東京系列 土曜 10:00 - 10:30                                                                   | テレビ東京系列 土曜 10:00 - 10:30 | テレビ東京系列 土曜 10:00 - 10:30 |
| 前番組                                                                                              | 番組名 | 次番組                            |
| --------------------------------------------------------------------------------------------------- | --- | --------------------------------- |
| ミックスジュース! - ※『ホットウィール モンスタートラック』 『バービードリームハウスアドベンチャー』 | オーイ!とんぼ （第1期・本放送） （2024年4月6日 - 6月29日） ↓ （第1期・再放送） （2024年7月6日 - 9月28日） ↓ （第2期・本放送） （2024年10月5日 - 2025年1月4日） ↓ （第15話 - 第25話・再放送） （2025年1月11日 - 3月22日） - ※本番組までアニメ枠 | 虎ノ門市場 - ※同番組より通販番組  |

### コラボレーション
FLANDEAVOR
ブランド設立時にコラボグッズの販売を開始した。